# Bloquejador ofensiu

Posició dels bloquejadors ofensius (OT) a l'inici de jugada.

El bloquejador ofensiu, en anglès tackle o offensive tackle (T), és un tipus de jugador ofensiu de futbol americà. Pertanyen a la línia ofensiva i són dos, situats als cantons exteriors dels guardes. Per això se'ls acostuma a nomenar com bloquejador dret (right tackle o RT) i bloquejador esquerra (left tackle o LT).
Tenen dos funcions principalment: si la jugada que farà l'equip és de passada, han de protegir el rerequart dels defensors, per què tingui temps de fer un bon passi; si la jugada és de correguda, la seva funció és més d'intentar avançar, per obrir forat als corredors. Però les seves funcions són lleugerament diferents depenent de la posició: el bloquejador dret acostuma a presionar cap endavant, per què la majoria de jugades de correguda van pel cantó dret; en canvi el bloquejador esquerra ha d'estar més pendent dels bloquejos, donat que cobreix el "cantó cec" del rerequart (en fer la passada el rerequart dona una mica l'esquena al costat esquerre de l'atac). Això passa quan el rerequart es dretà, que és el més habitual, sinó canvien les tornes.
Acostumen a ser jugadors molt alts i forts, però més ràpids que els guardes, especialment l'esquerra que acostuma a ser el jugador de més qualitat de la línia ofensiva.
Històricament els bloquejadors eren dels pocs jugadors que actuaven tant amb l'equip ofensiu com defensiu, i se'ls deia igual en ambdues posicions. Però amb la cada cop més gran professionalització, s'han especialitzat i dividit entre ofensius i defensius. És per això que a l'anglès quan es parla només de tackle acostuma a ser ofensiu. Veure en:Tackle (gridiron football position).